# Andranotsimistamalona
Andranotsimistamalona – rzeka w północnej części Madagaskaru, w regionie Diana. Wpada do Saharenany.